# Palaua ngarduaisi
Palaua ngarduaisi es una especie de molusco gasterópodo de la familia Euconulidae en el orden de los Stylommatophora.

## Distribución geográfica
Es endémica de Palaos.